# Associação Atuarial Internacional
A Associação Atuarial Internacional (em inglês: International Actuarial Association, em francês: Association Actuarielle Internationale), conhecida também pela siglas AAI e IAA, é um organização profissional sediada em Ottawa, que congrega atuários e associações atuariais de todo o mundo.
A AAI é dividida em sete seções, cada uma responsável por um campo de atuação dos atuários. São elas ASTIN, AFIR, IACA, IAAHS, PBSS, AWB e LIFE. 
O surgimento oficial ocorreu em 1968, no XVIII Congresso Internacional de Atuários, realizado em Munique. Nesse congresso, foi aprovado a mudança de nome e novas atribuições ao então Comité Permanent des Congrès d’Actuaires, fundado em 1895 em Bruxelas, e que até então era responsável pelos congressos.

## Relação de ex-presidentes
- 1895-1896 Léon Mahillon
- 1896-1909 Omer Lepreux
- 1909-1946 Amédée Bégault
- 1946-1950 Léon François
- 1950-1964 Albert Théate
- 1964-1984 Edouard Franckx
- 1987-1988 Henri Rijkers
- 1988-1998 André Lamens
- 1995-1996 Paul McCrossan
- 1996-1997 Christopher D. Daykin
- 1997-1998 Walter S. Rugland
- 1998-1999 Jean Berthon
- 2000 Catherine M. Prime
- 2001 Morris W. Chambers
- 2002 Edward J. Levay
- 2003 W. James MacGinnitie
- 2004 Luis Huerta
- 2005 Alf Guldberg
- 2006 Jean-Louis Massé
- 2007 Hillevi Mannonen
- 2008 David G. Hartman
- 2009 Katsumi Hikasa
- 2010 Paul N. Thornton
- 2011 Cecil D. Bykerk